# بطولة كاريوكا 2013
بطولة كاريوكا 2013 هو موسم من بطولة كاريوكا. أشرف على تنظيمه Federação de Futebol do Estado do Rio de Janeiro ‏، وكان عدد الأندية المشاركة فيه 16، وفاز فيه بوتافوغو ريغاتاس.